# Ліві екологія свобода
Ліві екологія свобода (італ. Sinistra Ecologia Libertà, SEL) — політична партія в Італії, що в основному складається з колишніх членів Партії комуністичного відродження. Сповідує ідеологію демократичного соціалізму. Лідером партії є Нікі Вендола.
Згідно програми, партія спрямована на будівництво альтернативи сучасному капіталізму та є політичною лівою партією нового століття. Принциповими засадами є «мир і ненасильство, зайнятість та соціальна справедливість, знання і підтримка екології, перетворення економіки і суспільства».